# 윌란스 포스텐
《윌란스 포스텐》(덴마크어: Jyllands-Posten)은 덴마크의 일간 신문이다. 신문의 이름은 덴마크어로 "윌란반도 신문"을 뜻한다. 정식 명칭은 《조간 신문 윌란스 포스텐》(덴마크어: Morgenavisen Jyllands-Posten 모르게나비센 윌란스 포스텐[*])이다.
1871년 10월 2일에 창간되었으며 윌란 반도의 오르후스 교외에 위치한 비뷔(Viby)에 본사를 두고 있다. 1주일마다 약 120,000부 정도가 발행되고 있다. 정치적으로는 자유주의, 중도우파 성향을 띠고 있으며 1938년까지는 보수인민당을 지지했다.

## 관련 사건
《윌란스 포스텐》은 2005년 9월에 이슬람교의 창시자이자 예언자인 무함마드를 소재로 한 만평 12점을 게재했다. 이 사건으로 인하여 덴마크에 거주하는 무슬림들의 항의를 받았고 2006년 초반에는 이슬람권 국가들에서 거센 항의 시위가 벌어졌다. 《윌란스 포스텐》은 이슬람교 단체와 덴마크의 민속학 지식인들에 의해 언론의 자유를 오용한 혐의로 기소되었다. 리비아, 사우디아라비아, 시리아 정부는 덴마크 주재 대사를 철수시켰으며 여러 이슬람권 국가들은 덴마크 제품 불매 운동을 전개했다. 해당 신문은 무슬림을 공격한 것에 대해 사과했지만 만평을 게재할 권리가 있다고 주장했다. 또한 신문사 본사는 여러 차례의 테러 위협을 받았다.
《윌란스 포스텐》은 2020년 1월에 중국에서 일어난 코로나19 범유행 시기에 중국의 국기에 그려진 5개의 별을 바이러스로 바꾼 만평을 게재했다. 주덴마크 중국 대사관은 해당 신문사에 사과를 요구했으나 메테 프레데릭센 덴마크 총리는 언론의 자유는 덴마크의 전통이라며 사과 요구를 거절했다.

## 같이 보기
- 언론의 역사